# 右攝提一
右摄提一（η Boo/牧夫座η），英文名Muphrid，是一个位于牧夫座的恒星。自从1943年，这个恒星的光谱被作为分类其它恒星的参考点之一。

## 特性
右摄提一是一个次巨星，已经开始从主序星演化为红巨星的过程。它有大约1.6倍太阳质量和2.8倍太阳半径。估计该星年龄为27亿年。基于它的光谱，牧夫座η在比氦重的元素中有明显的超量。事实上铁和氢的比例被认为接近银河盘面矮星的上限了。这是一个怀疑的光谱联星，有一个494天的周期，但是这个伴星并没有在散斑成像中被确认。测量不排除有一个恒星分类M7的低质量伴星。
右摄提一在地球的星空看起来和显目的亮星大角星很接近，事实上大角星是距离该星最近的邻居，因此两星距离太阳都有相似的距离。这两个恒星相距3.24光年，在各自的星空中都会是最亮星。在环绕牧夫座η的假想行星上看大角星为-5.2等（约为地球上看大角星的120倍亮，或是大约两倍金星的亮度）在环绕大角星的假想行星看牧夫座η会有-2.4等，超过地球上看天狼星的两倍亮。